# Puente de Toro
El puente de Toro (denominado puente Mayor de Toro) es el más antiguo de los puentes que salvan el río Duero en las inmediaciones de la ciudad de Toro (Zamora). Se sabe que en 1194 la ciudad tuvo ya un puente de madera. La disposición del puente es paralela a la corriente del Duero. Es de suponer que cuando se construyó, la corriente tenía otra dirección, probablemente por el meandro que forma el río en las inmediaciones. Es en cierta forma similar en su disposición arquitectónica al puente de Zamora. El puente parece que unía el campamento romano de Villalazán con la ciudad, la antigua ciudad vaccea de Arbucala. A comienzos del siglo XXI no tiene uso.

## Características
El puente, que consta de veintidós arcos apuntados, fue edificado en piedra arenisca, en lugar de la caliza típica del páramo toresano, que es blanca y trabaja bien con el agua. Se encuentra cubierto con una calzada de grandes losas de piedra. En la guerra de la Independencia española, el 2 de julio de 1812, durante la retirada de las tropas invasoras francesas, fueron volados dos de sus arcos. Con esta acción pretendían evitar el paso de las tropas de Wellington. La mayoría de los tajamares son de planta semicircular, existiendo alguno de planta triangular.